# Litauisches Zentrum für nichtformale Schülerbildung
Das Litauische Zentrum für nichtformale Schülerbildung (litauisch Lietuvos mokinių neformaliojo švietimo centras) ist eine Einrichtung der nichtformalen Schülerbildung in der litauischen Hauptstadt Vilnius. Im Zentrum werden 290 Mitarbeiter (Stand: 2014) beschäftigt. Im Jahr 2013 waren 2,44 Mio. Euro Ausgaben zu verzeichnen.

## Geschichte
Das heutige Zentrum wurde am 1. September 2012 laut Beschluss von Bildungsministerium Litauens vom 26. Juni 2012 errichtet. Davor gab es vier verschiedene Kinder- und Jugendbildungsorganisationen (Litauisches Zentrum für Schülerinformation und technische Kreativität, Litauisches Zentrum für junge Naturwissenschaftler, Litauisches Zentrum für Schüler- und Studenten-Sport, Litauisches Zentrum für Jugend-Tourismus). Am 11. März 2014 gab es im neu gegründeten Bildungszentrum insgesamt 1.359 Mitarbeiter.